# 卢西亚诺波利斯
卢西亚诺波利斯是巴西圣保罗州的一个市镇。总面积190.908平方公里，总人口2299人，人口密度12人/平方公里。